# خوانيتا روجرز
خوانيتا روجرز (بالإنجليزية: Juanita Rogers)‏ هي رسامة أمريكية، ولدت في 12 مايو 1934 في مونتغومري في الولايات المتحدة، وتوفي بنفس المكان في 26 يناير 1985.